# Districte d'Aybak
El districte d'Aybak és un districte de l'Afganistan a la província de Samangan.
La seva capital és la ciutat d'Aybak o Samangan, que al mateix temps és la capital províncial. Al sud de la capital hi ha la muntanya Tash Kowtal de 1521 metres d'altura. Una carretera creua el districte; aquesta via cap al nord uneix la capital del districte amb la del districte d'Hazrat e-Soltan, i segueix fins a Khulm (a la província de Balkh) des d'on s'allarga cap a l'oest en direcció a Mazar-i Sharif; i cap al sud es dirigeix a Kabul.